# Estafeta Mexicana
Estafeta Mexicana, S.A. de C.V. (conocida simplemente como Estafeta), es una empresa mexicana de logística con cobertura a 95% del territorio mexicano, 220 países y territorios.
Fue fundada en la Alcaldía Cuauhtémoc de la Ciudad de México el 8 de agosto de 1979 por Gerd Grimm, un emprendedor alemán que procedía del segmento de la consignación y transportación marítima internacional. Gerd Grimm deseaba dar un cambio en el mercado de la distribución y logística mexicanas, en especial para envíos pequeños y urgentes.
Estafeta fue la primera empresa en ofrecer el servicio de mensajería y paquetería de puerta a puerta en México. En 1979, las empresas usaban los medios de transporte público de bajo costo disponibles, como los autobuses y en algunos casos especiales las líneas aéreas comerciales. Los usuarios requerían de entregas garantizadas, como en los servicios de Nueva York o Londres, pero adaptadas a la realidad del país.
El nombre de Estafeta proviene de una palabra que se usa en España para designar al correo mismo, una oficina postal o buzón. En México, también hace referencia al bastón que se entrega de un corredor a otro en las carreras de relevos. En alemán, el término de Estafette también se ha usado para designar un tipo de transporte pequeño de mercancías lo que puede ser un origen probable de la elección de la palabra que dio nombre a la nueva empresa.

## Actualidad
Estafeta es un integrador logístico con las siguientes divisiones de servicios:
- Soluciones logísticas
- Servicios internacionales
- LTL Carga Consolidada
- Mensajería y Paquetería
- Carga Aérea
- Operaciones especiales

## Datos
- Oficinas corporativas: José Vasconcelos 105, piso 4, Col. Hipódromo Condesa, Alcaldía Cuauhtémoc, 06170, CDMX
- Número de colaboradores: 12,412
- Flota terrestre: 5 mil vehículos
- Línea Aérea de Carga: Estafeta Carga Aérea
- Centros de distribución: 129
- Hubs logísticos: 3 (San Luis Potosí, Veracruz y Ciudad de México)
- 1 recinto fiscalizado
- 33 almacenes estratégicos
- 1,800 puntos de contactos con el cliente que incluye puntos de venta propios, concesionados y aliados. (Pick Up and Delivery Options)